# Poecilonola littoralis
Poecilonola littoralis är en fjärilsart som beskrevs av Van Son 1933. Poecilonola littoralis ingår i släktet Poecilonola och familjen trågspinnare. Inga underarter finns listade i Catalogue of Life.